# Бакаоани (Васлуј)
Бакаоани (рум. Băcăoani) насеље је у Румунији у округу Васлуј у општини Мунтениј де Жос. Oпштина се налази на надморској висини од 98 m.

## Становништво
Према подацима из 2002. године у насељу је живело 688 становника, од којих су сви румунске националности.